# Aditya Dibabha
Aditya Dibabha, född 1900, död 1946, var en thailändsk prinsregent. Han var regent i Thailand för kung Ananda Mahidol under dennas minderårighet mellan 1935 och 1944.